# Eberhard von Gemmingen (1628–1675)
Eberhard von Gemmingen (* 1628 in Rappenau; † 28. Juli 1675 ebenda) war Grundherr in Rappenau, herzoglich-württembergischer Kammerherr und Direktor des Ritterkantons Kraichgau. 

## Leben
Er war der Sohn des Philipp von Gemmingen und der Ursula Barbara von Warnstädt. Seinem Vater, der zu Beginn des Dreißigjährigen Krieges auf protestantischer Seite gedämpft hatte, wurde 1630 auf kaiserlichen Befehl hin das Rappenauer Lehen entzogen, das vier Fünftel des Ortes umfasste. Der Vater trat danach wieder in Kriegsdienst und fiel 1638. Die Mutter flüchtete mit Eberhard zunächst nach Fürfeld, später nach Menzingen.
Der französische Feldmarschall Ludwig von Schmidberg nahm sich des jungen Mannes wie ein Vater an und schickte Eberhard nach Seaumur und zur Universität nach Straßburg. Da der Krieg weiter andauerte und Eberhard keine Hoffnungen auf die Rückgabe der väterlichen Lehen hatte, trat er als Fähnrich in Schmidbergs Leibgarde ein. Die Brüder Johann Christoph und Wolfgang von Gemmingen erwirkten schließlich eine Amnestie für Eberhard, die vom Mainzer Erzbischof Anselm Casimir am 20. September 1642 verkündet wurde und nach dem Westfälischen Frieden 1648 zur Rückgabe der Rappenauer und Treschklinger Güter an Eberhard führte. 1649 konnte er von der Stadt Wimpfen zudem das letzte Fünftel von Rappenau erwerben.
Seinem Gönner von Schmidberg war er zeitlebens verbunden. Bereits nach dem Westfälischen Frieden wurde Schmidberg bei Heilbronn von spanischen Soldaten bedrängt. Eberhard überließ Schmidberg sein Pferd zur Flucht und wurde stattdessen von den Spaniern zeitweilig in Gefangenschaft gehalten. Bei der Überführung von französischen Truppen aus der Gegend von Heilbronn zurück nach Frankreich geriet Eberhard gemeinsam mit dem Generalmajor Hans Georg von Rußwurm für mehr als ein halbes Jahr in lothringische Gefangenschaft. Später unternahm er mit Rußwurm eine Reise nach Frankreich, wo er längere Zeit in Paris weilte. Danach war er am württembergischen Hof und begleitete 1653 Herzog Eberhard nach Augsburg zur Krönung der Gattin Kaiser Ferdinands.
Er war herzoglicher Kammerherr in Stuttgart und zeitweise Direktor des Ritterkantons Kraichgau. Er blieb unverheiratet. Sein Besitz kam an seinen Großneffen Weiprecht von Gemmingen (1608–1680), den Sohn Reinhards des Gelehrten.